# Wincenty Okoń
Wincenty Okoń (ur. 22 stycznia 1914 w Chojeńcu, zm. 18 października 2011 w Warszawie) – polski pedagog, specjalista w zakresie dydaktyki i pedeutologii, profesor, członek rzeczywisty PAN, podporucznik AK. 

## Życiorys
Potrafił czytać w wieku 5 lat, a będąc w trzeciej klasie szkoły podstawowej przeczytał już wszystkie książki szkolnej biblioteki. Po ukończeniu szóstej klasy szkoły Powszechnej w Siedliszczu zrezygnował z edukacji w szkole i rozpoczął edukację samodzielną. 1 września 1929 roku rozpoczął edukację w Seminarium Nauczycielskim w Chełmie, gdzie jednym z jego nauczycieli był pedagog Kazimierz Andrzej Jaworski. W wieku 21 lat odbył obowiązkową służbę wojskową w Dywizyjnym Kursie Podchorążych Rezerwy w Łucku. W styczniu 1937 roku podjął pracę jako nauczyciel we wsi pod Garwolinem oraz równolegle rozpoczął studia pedagogiczne w warszawskiej Wolnej Wszechnicy Polskiej.
Podczas II wojny światowej uczestniczył w obronie Dęblina oraz Zamościa. Należał do AK. Zorganizował tajne Gimnazjum Ogólnokształcące, Kurs Ogólnokształcący oraz małe liceum. W 1944 roku po przeniesieniu do rezerwy został przydzielony do Samodzielnego Batalionu Morskiego w Gdańsku-Nowym Porcie. Oprócz szkolenia marynarzy zajmował się tam organizacją ich życia kulturalnego.
We wrześniu 1946 roku po obronie pracy magisterskiej pt. Niemiecka Hauptschule odszedł ze służby wojskowej. Pracę naukową rozpoczął w Katedrze Pedagogiki Ogólnej Uniwersytetu Łódzkiego. W czerwcu 1948 roku obronił pracę doktorską pt. Zabawa a rzeczywistość, recenzowaną przez Sergiusza Hessena, Marię Librachową oraz Bogdana Suchodolskiego. W następnym roku przeniósł się do Katedry Pedagogiki Ogólnej Uniwersytetu Warszawskiego. W 1955 roku otrzymał tam tytuł profesora nadzwyczajnego, w latach 1958–1960 pełnił funkcję dziekana Wydziału Pedagogicznego UW, a w latach 1961–1974 był kierownikiem Instytutu Pedagogiki. W roku 1962 należał do współzałożycieli International Society for Group Activity in Education, w której od 1984 roku pełnił funkcję honorowego przewodniczącego. W roku 1966 otrzymał tytuł profesora zwyczajnego UW.

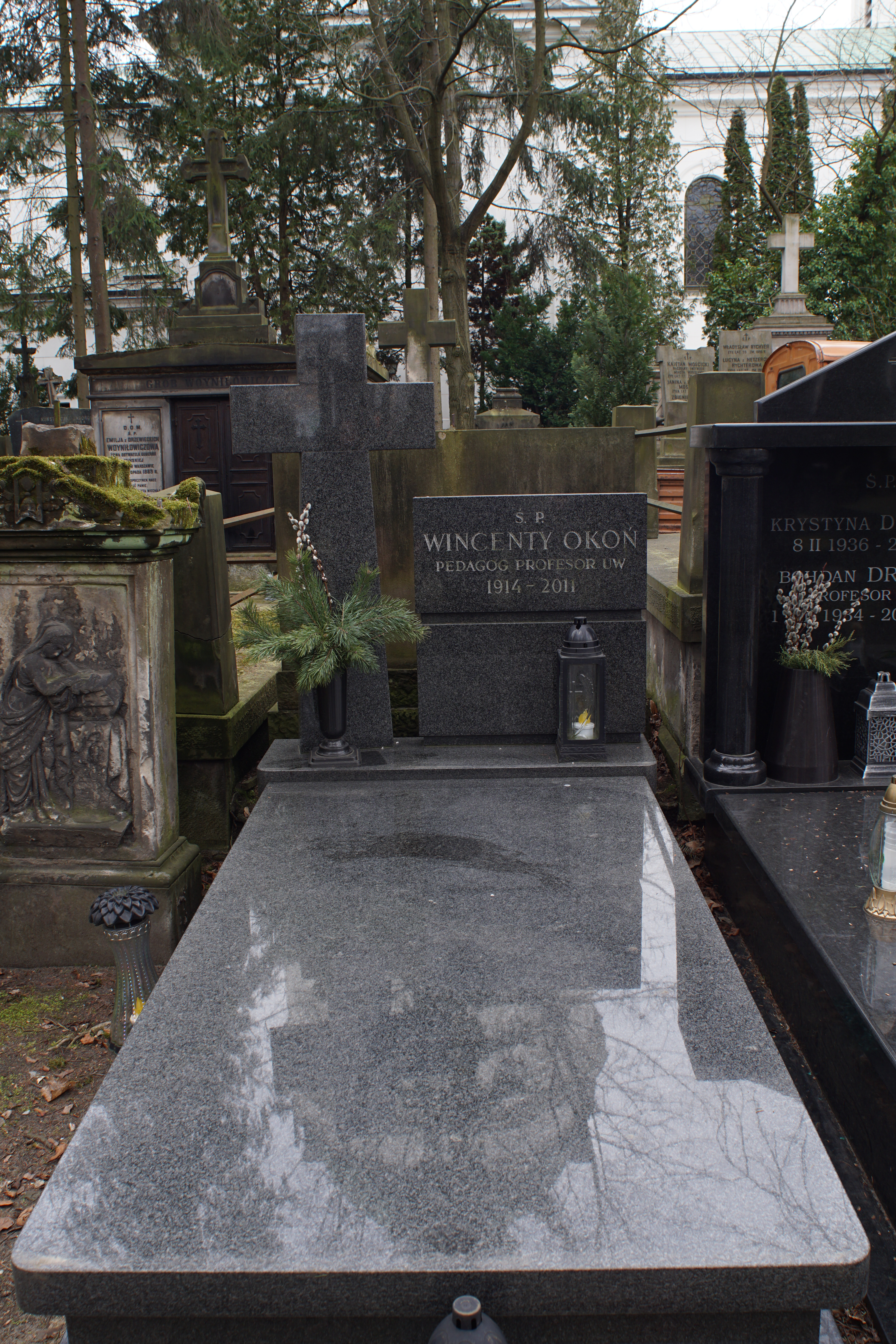
Grób Wincentego Okonia na cmentarzu Powązkowskim w Warszawie

Większość pracy badawczej związał z Uniwersytetem Warszawskim i Uniwersytetem Śląskim w Katowicach. Zajmował się procesem dydaktycznym oraz jego uwarunkowaniami, kształceniem wielostronnym, historią myśli pedagogicznej XIX i XX wieku, zagadnieniami związanymi z pedeutologią, problematyką organizacji badań pedagogicznych. W roku 1973 został członkiem rzeczywistym PAN, a w latach 1974–1984 był przewodniczącym Polskiego Komitetu Nauk Pedagogicznych. Był współpracownikiem UNESCO, honorowym członkiem Polskiego Towarzystwa Badania Gier. Został wyróżniony godnością doktora honoris causa: Wyższej Szkoły Pedagogicznej im. Komisji Edukacji Narodowej (1980; od 2023 Uniwersytet Komisji Edukacji Narodowej) w Krakowie, Technische Universität Braunschweing (1996) i Uniwersytetu Śląskiego w Katowicach (2006). Posiadał godność honorowego przewodniczącego Polskiego Towarzystwa Pedagogicznego (1993), honorowego przewodniczącego International Society for Group Activity in Education (1985), honorowego przewodniczącego Krajowej Rady Postępu Pedagogicznego (1984), honorowego przewodniczącego Polskiego Stowarzyszenia Nauczycieli Twórczych (2004).
Wincenty Okoń był autorem teorii kształcenia wielostronnego, w myśl której w nauczaniu należy uwzględniać stronę teoretyczną, praktyczną i emocjonalną nauczania, a nie jedynie teoretyczną. 
Jego żoną była pedagog i psycholog Barbara Wilgocka-Okoń. 
Zmarł w Warszawie, pochowany na cmentarzu Powązkowskim (kwatera 5-5-9).

## Prace pedagogiczne
- Proces nauczania – 1954
- U podstaw problemowego uczenia się – 1964
- Zarys dydaktyki ogólnej – 1968
- Kształcenie nauczycieli w Polsce – stan i kierunki przebudowy
- Słownik pedagogiczny – 1974
- Nauczanie problemowe we współczesnej szkole – 1987
- Wprowadzenie do dydaktyki ogólnej – 1983
- Zabawa a rzeczywistość – 1987
- Wizerunki sławnych pedagogów – 1993

## Ordery i odznaczenia
- Order Sztandaru Pracy II klasy (1964)[7]
- Krzyż Komandorski Orderu Odrodzenia Polski
- Krzyż Kawalerski Orderu Odrodzenia Polski
- Medal 10-lecia Polski Ludowej (19 stycznia 1955)[8]
- Medal Komisji Edukacji Narodowej
- Odznaka tytułu honorowego „Zasłużony Nauczyciel Polskiej Rzeczypospolitej Ludowej”

Źródło.